# Họ Chim xanh
Họ Chim xanh (danh pháp khoa học: Chloropseidae) là một họ chim dạng sẻ chứa các loài chim xanh sinh sống ở Ấn Độ và Đông Nam Á. Chúng là một trong ba họ chim đặc hữu của vùng sinh thái Indomalaya. Trước đây chúng được gộp cùng chim nghệ trong họ Irenidae, do vậy tên gọi họ Chim xanh được một số tài liệu về điểu học bằng tiếng Việt dùng để gọi họ Irenidae, nhưng do tên gọi các loài trong chi Irena là chim lam và chi Chloropsis là chim xanh và hiện nay chúng không cùng một họ nên tốt nhất nên gọi họ Irenidae là họ Chim lam còn tên gọi họ Chim xanh là của họ mà bài viết này đang đề cập.
Các loài chim này có hình dáng giống như chào mào (Pycnonotidae), sinh sống trong các khu rừng. Mặc dù nhóm này có xu hướng có màu nâu xám, nhưng chúng có dị hình giới tính, với chim trống có bộ lông màu xanh lục và vàng.
Các loài chim này ăn quả, mật ong và đôi khi ăn cả sâu bọ. Chúng có lưỡi nhọn, thích hợp với việc ăn mật. Chúng đẻ 2-3 trứng trong tổ trên cây.

## Phân loại
- Chloropsis aurifrons Temminck, 1829): Chim xanh trán vàng hay chim xanh ngực vàng
- Chloropsis cochinchinensis Gmelin, 1789: Chim xanh Nam Bộ hay chim xanh cánh lam
- Chloropsis cyanopogon Temminck, 1830: Chim xanh nhỏ
- Chloropsis flavipennis Tweeddale, 1878: Chim xanh Philippin
- Chloropsis hardwickii Jardine & Selby, 1830: Chim xanh hông vàng hay chim xanh bụng cam
- Chloropsis palawanensis Sharpe, 1877: Chim xanh họng vàng
- Chloropsis sonnerati Jardine & Selby, 1827: Chim xanh lớn
- Chloropsis venusta Bonaparte, 1850: Chim xanh mặt nạ lam

## Hình ảnh

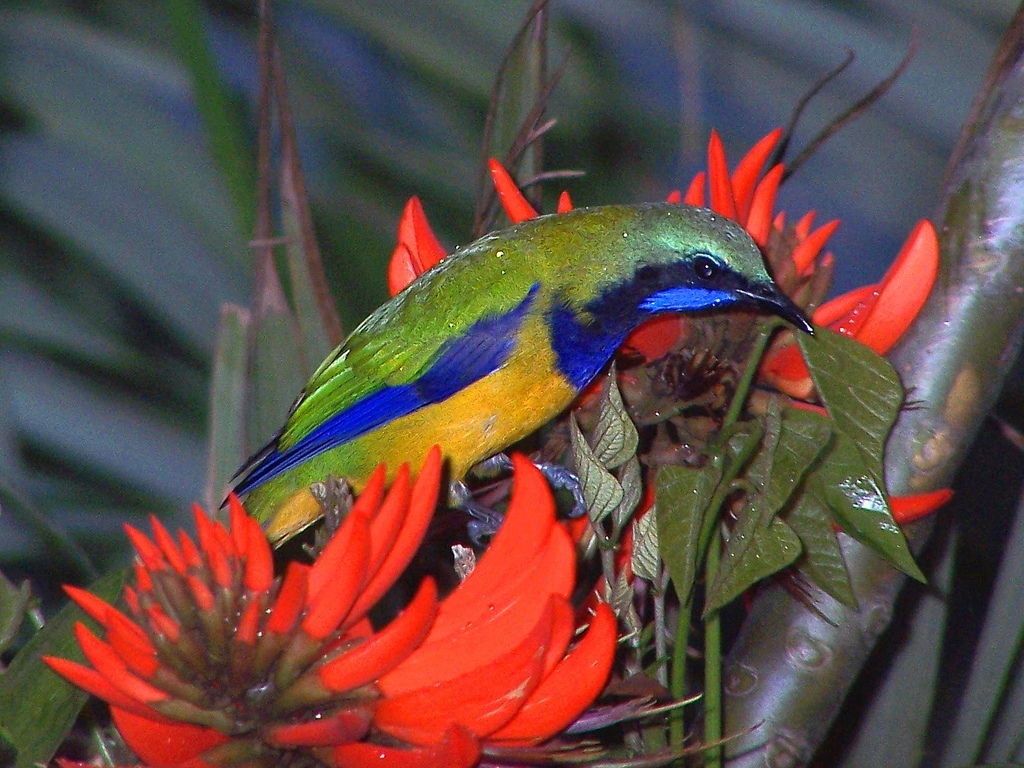
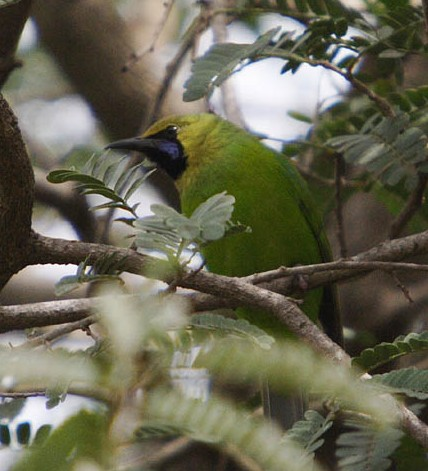
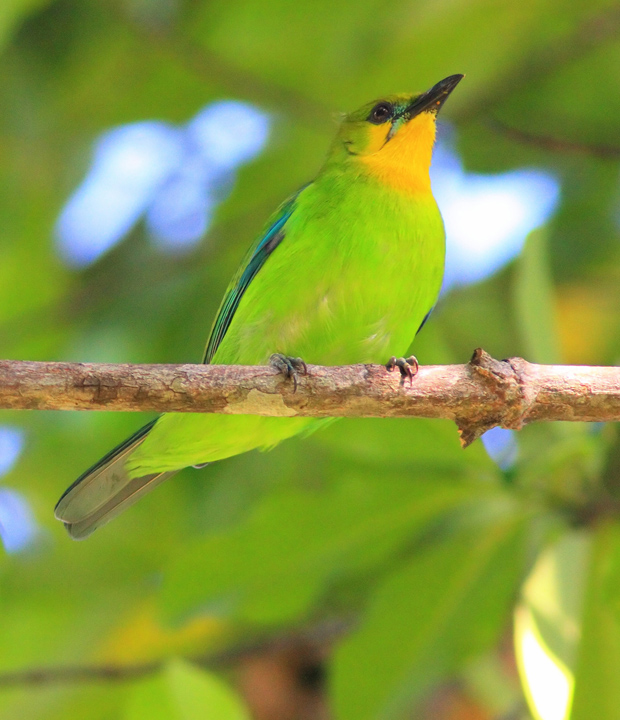
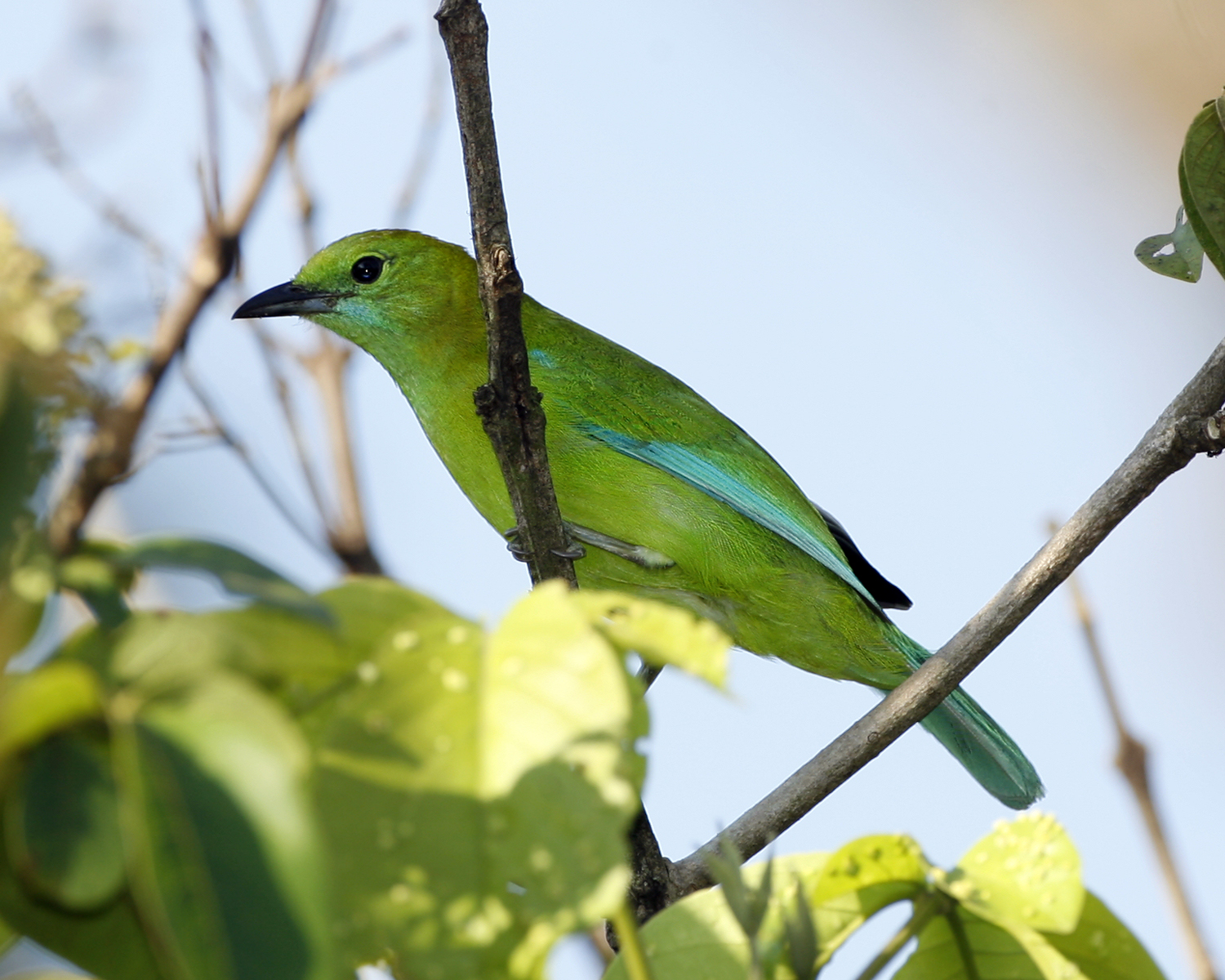